# Mika Orasmaa
Mika Orasmaa, né en 1976 à Valkeala (Finlande), est un directeur de la photographie finlandais.
Ses films les plus connus sont Rare Exports (Père Noël Origines) et Iron Sky, qui ont remporté le prix du film finlandais Jussi de la meilleure photographie en 2008 et 2011.

## Biographie
Mika Orasmaa étudie à l'Université d'Art et de Design d'Helsinki et, à partir de 1997, il travaille comme directeur de la photographie pour le cinéma et la télévision.